# Flamingo Studio
Flamingo Studio var et filmatelier, etableret af instruktøren og producenten Johan Jacobsen, der fra slutningen af 1940'erne til 1966 producerede sine egne og andres film her.
I januar 1948 købte Jacobsen sammen med Asger Jerrild af Knud Hjortø Teknisk Film Co.s bygninger beliggende på Lindeallé i Nærum med henblik på at udbygge dem til et moderne filmstudie til spillefilmproduktion, hvor andre uafhængige filminstruktører og producenter kunne leje sig ind.
På grund af økonomiske problemer måtte Jerrild trække sig, og Jacobsen overtog hans halvpart i ejendommen. Herefter var Preben Philipsen kortvarigt inde i billedet som partner, men også han trak sig, da det ikke lykkedes at opnå statsstøtte til planerne, som Jacobsen realiserede for egen regning og risiko.
Jacobsen ledede atelieret frem til 1966, fra 1954 med økonomisk tilskud fra en produktionsbevilling til Triangel Teatret. I 1966 blev Flamingo afhændet til Mogens Skot-Hansens Laterna Film. I 1971 overtog nabovirksomheden Brüel & Kjær grunden, og bygningerne blev revet ned.

## Film helt eller delvis indspillet på Flamingo (udvalgte)
- Næste gang er det dig (1948)
- Min kone er uskyldig (1950)
- Naalen (1951)
- Alt dette og Island med (1951)
- Som sendt fra himlen (1951)
- Man burde ta' sig af det (1952)
- Den lille pige med svovlstikkerne (1953)
- Skatteøens hemmelighed (1953)
- Ballettens børn (1954)
- Blændværk (1955)
- Den store Gav-tyv (1956)
- Splintret emaille (1956)
- Vi som går stjernevejen (1956)
- Ingen tid til kærtegn (1957)
- Kristen Bording (1958)
- Krudt og klunker (1958)
- En fremmed banker på (1959)
- Frihedens pris (1960)
- Gøngehøvdingen (1961)
- Dronningens vagtmester (1963)
- Sekstet (1963)
- Fremrykket møde (1964)
- Norden i Flammer (1965)
- Grænseland (1965)
- Nu stiger den (1966)
- Søskende (1966)